# Giuseppe Donati
Giuseppe Donati (Budrio, 1836. december 2. -  Milánó, 1925. február 14.) a Helmholtz-rezonátor működési elvén alapuló kerámia fúvóshagszer, az okarina feltalálója.
A legenda szerint a 17 éves Giuseppe 1853-ban készítette első „kislibáját” (olasz tájnyelven: ocarina), amikor még téglavetőként dolgozott. Első okarinakészítő műhelye szülővárosában, Budrióban volt. Amikor 1878-ban Bolognába költözött, ahol nagyobb műhelyben kezdett dolgozni, zenésztársa, Cesare Vincelli, a Gruppo Ocarinistico tagja vitte tovább a budriói műhelyt.